# Лугал-Загези
Лугал-Загези (владао од 2359. до 2335. п. н. е. према доњој хронологији) био је последњи сумерски краљ. Једини је владар Треће династије Урука.

## Владавина
Лугал-Загези је био владар Уме. И сам је предузимао експанзионистичку политику. Освојио је неколико сумерских градова међу којима су били и Лагаш и Урук. Урук је постао његова нова престоница. Лугал-Загези био је први владар који је ујединио Сумер. 
Када је дошао на власт у Кишу Саргон је убрзо напао Урук. Освојио је Урук и срушио је чувене зидине Урука. Браниоци су напустили град и придружили се војсци провинција. Још су се одиграле две жестоке битке, у којима је Саргон победио снаге Сумерана. Краља Урука је заробио. Непријатеље је гањао до Ура, а затим се вратио на исток до Лагаша и до Персијског залива, где је симболички опрао руке да покаже да је потпуно освојио Сумер.